# Fresville
Fresville ist eine französische Gemeinde, die im Département Manche in der Region Normandie liegt.

## Toponymie
Fresville leitet sich aus der französischen Endung -ville und aus dem germanischen Namen Frido ab.

## Geografie
Fresville liegt auf der Halbinsel Cotentin, in der Landschaft Plain. Die Gemeinde wird von der Bahnstrecke Paris-Caen-Cherbourg durchquert.
Angrenzende Gemeinden sind Écausseville, Émondeville, Neuville-au-Plain und Amfreville.

## Bevölkerungsentwicklung
| Jahr      | 1962 | 1968 | 1975 | 1982 | 1990 | 1999 | 2009 | 2018 |
| Einwohner | 557  | 469  | 395  | 351  | 314  | 325  | 371  | 368  |

## Sehenswürdigkeiten

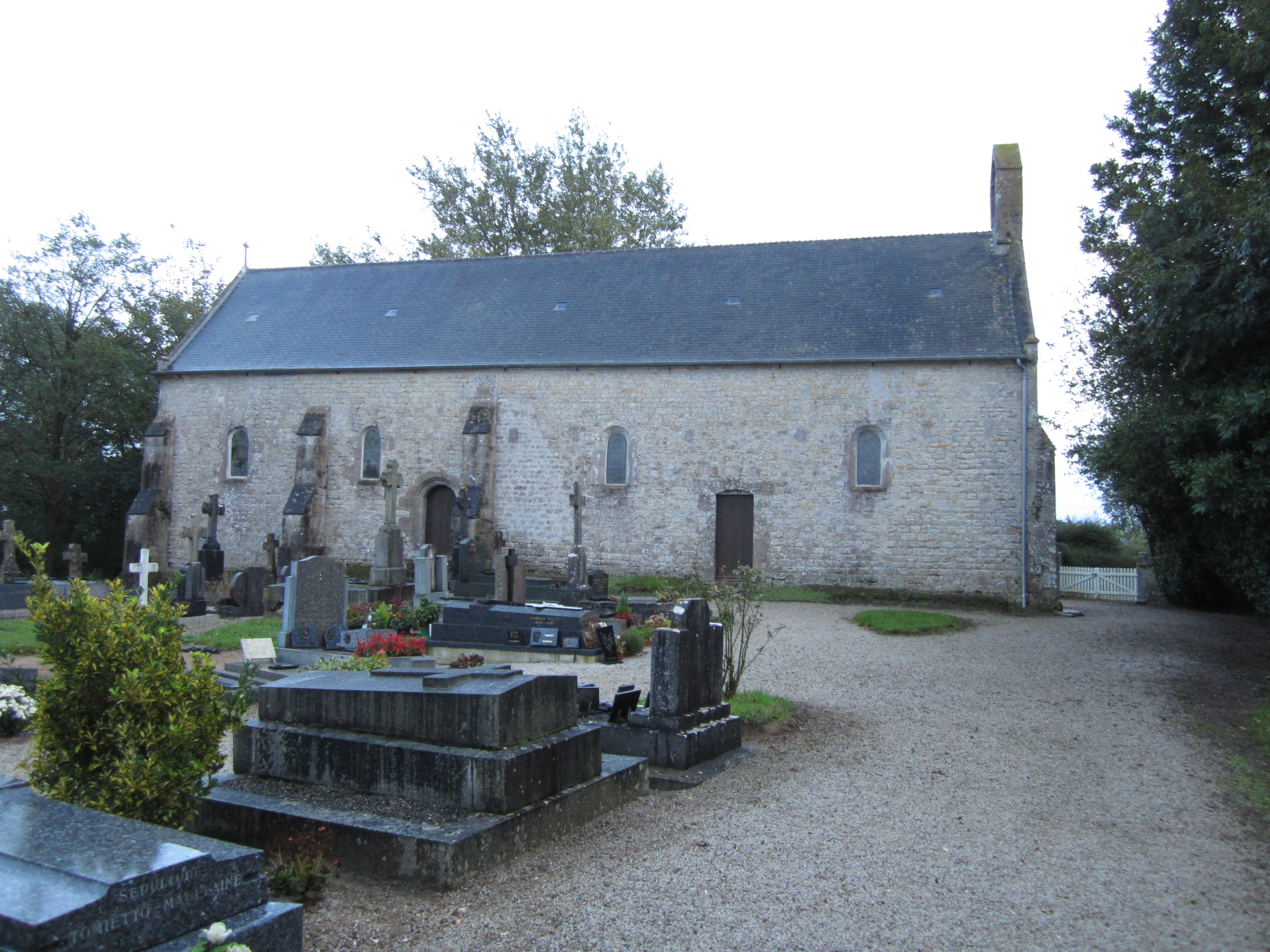
Kapelle Sainte-Sulpice, die sich im Friedhof der Kirche Saint-Martin befindet

- Kirche Saint-Martin aus dem 12. und aus dem 17. Jahrhundert, die in die Liste der historischen Denkmäler aufgenommen worden ist[2].

Das Kirchenschiff ist romanisch während das Chor, das Querschiff und der Kirchturm gotisch sind.
- Kapelle Sainte-Sulpice aus dem 16. Jahrhundert
- Spuren eines römischen Pfades
- Befestigtes Haus Vauville aus dem 15. Jahrhundert (im 16. Jahrhundert renoviert) : rechteckiges Unterkunftsgebäude, zwei runde Türme
- Trappistenkreuz (Croix du Trappiste)

Im ehemaligen Steinbruch, der das Zementwerk von Le Ham mit Steinen belieferte, ist ein geologischer Lehrpfad angelegt worden (siehe Weblinks unten).